# Нотен ключ
Нотният ключ (или музикален ключ) е музикален символ разположен при нотация върху петолинието, който позволява да се определи музикалният тон на нотите, като фиксира положението на дадена нота, спрямо която се разполагат останалите ноти.
Например ключът сол показва къде се намира нотата сол – той представлява крива линия, която започва от втората линия на петолинието, следователно на втората линия стои нотата сол.
В съвременната музикална нотация се използват три основни ключа – сол, фа и до. Исторически първи възниква до ключът, с развитието на музиката се прибавят и другите два. Формата на днешните ключове идва от латинските букви C, F и G.

## Графично представяне
| Ключ        | Ключ                         | Нотен запис | Нотен запис | Октава | Нота |
| Сол         | виолинов                     |             |             | Първа  | G4   |
| Сол         | френски                      |             |             | Първа  | G4   |
| Фа          | басов                        |             |             | Малка  | F3   |
| Фа          | суббасов                     |             |             | Малка  | F3   |
| До          | сопранов (на 1-ва линия)     |             |             | Първа  | C4   |
| До          | мецосопранов (на 2-ра линия) |             |             | Първа  | C4   |
| До          | алтов (на 3-та линия)        |             |             | Първа  | C4   |
| До          | теноров (на 4-та линия)      |             |             | Първа  | C4   |
| До          | баритонов (на 5-а линия)     |             |             | Първа  | C4   |
| Перкусионен |                              |             |             |        |      |